# Bullion (Nevada)
Bullion é uma comunidade não incorporada e cidade fantasma no Condado de Elko, estado de Nevada, Estados Unidos

## História
Buillon foi fundada em 1870 após a descoberta de prata. Várias fundições foram construídas na cidade. Em 1871, Bouillon tinha um hotel, dois saloons , um armazém mercantil e 12 casas. Três anos mais tarde, Bullion iniciou um período de grande crise, com um grande êxodo populacional que nunca mais recuperou, tornando-se passados poucos anos, em mais uma cidade fantasma. Atualmente, restam na velha localidade pilhas de escórias, fundações das antigas fundições, ruínas de pedra e um pequeno cemitério.  